# 世界时改正数

自1657至2022年的世界时改正数变化图

世界时改正数，也称为ΔT（Delta T、delta-T、deltaT 或 DT）指的是在分析的时间段内，根据地球自转定义的世界时与均恒时间的累计偏差，这里的均恒时间当代一般使用原子时。形式上，ΔT 是均匀的地球动力学时间（TT）与世界时（UT）之间的差ΔT = TT − UT。因为地球自转的周期并不是恒定的24小时，在较长的时间尺度上看来是非均匀的加速运动，因而基于地球自转定义的世界时与均恒时间会有较大的偏差。该值对于计算古代的日月食时间及预测未来的日月食有重要意义，较准确的古代日月食记录也可用于推算该值。